# Sunmudo
Sunmudo is de naam voor de Koreaanse Son (Zen) boeddhistische vechtkunst die zich tijdens de jaren zeventig en tachtig van de twintigste eeuw in Korea heeft ontwikkeld. Hoewel in vroeger tijden boeddhistische monniken zich vaak bezighielden met het beoefenen van vechtkunsten als een vorm van externe meditatie, werd het beoefenen van vechtkunsten onder monniken steeds minder populair, waarschijnlijk ook vanwege het ontbreken van een praktische toepassing. Werden in vroegere tijden de 'warrior monks' ook vaak ingezet in de strijd, met de komst van vuurwapens was hun inzet in de strijd niet langer noodzakelijk.
De monnik Yang Ik Sunim (sunim (스님) is de titel van Koreaanse boeddhistische monniken en priesters) begon in de jaren zeventig aan de ordenen van de technieken in een eenduidig curriculum. Gedurende de jaren zeventig en tachtig werkte met name de monnik Jeok Un (적운) sunim aan de verbreiding van deze nieuwe stijl. In 1984 gaf hij de naam sunmudo aan deze vechtkunst.

## Naam
Sunmudo wordt ook wel Bulmudo (불무도/佛武道) genoemd. De eerste lettergreep verwijst naar Boeddha.

## Training
Tegenwoordig wordt in diverse boeddhistische kloosters in Korea lesgegeven in deze stijl. Niet alleen aan boeddhistische monniken trouwens, er zijn ook zogenaamde 'temple-stay programs ' in het leven geroepen om leken kennis te laten maken met deze stijl.
Een typisch dagprogramma ziet er zo uit:
| 04:00 | Opstaan                                        |
| 04:30 | Chanting en het lezen van sutra's              |
| 05:00 | Zen meditatie                                  |
| 06:00 | Joggen of wandelen                             |
| 07:00 | Ontbijt                                        |
| 08:30 | Schoonmaken van het tempel terrein             |
| 09:00 | Sunmudotraining                                |
| 11:00 | Actieve meditatie, het maken van 108 buigingen |
| 12:00 | Lunch                                          |
| 14:00 | Arbeid                                         |
| 17:00 | Rust                                           |
| 18:00 | Avondeten                                      |
| 19:00 | Chanting                                       |
| 19:30 | Sunmudotraining                                |
| 21:00 | Dagafsluiting                                  |
| 21:30 | Bedtijd                                        |

## Verbreiding
Ook buiten Korea wordt sunmudo, zij het in beperkte mate, beoefend. In Nederland en België kent deze stijl geen beoefenaars. In een uitzending voor het programma Yorin Travel volgde Floortje Dessing de training van een stel sunmudomonniken voor de periode van één dag.